# Copa-Airlines-Flug 201
Am 6. Juni 1992 verunglückte eine Boeing 737-200 auf dem Copa-Airlines-Flug 201 nach einem Instrumentenfehler und der daraus folgenden Desorientierung der Piloten. Die Maschine der Copa Airlines stürzte Nähe des Dorfes Tucutí in der panamaischen Provinz Darién ab. Bei dem Unfall kamen alle 47 Insassen ums Leben.

## Flugverlauf
Die Boeing 737 startete um 20:36 Uhr von Startbahn 21L des Flughafens Panama-Stadt zum Linienflug nach Cali (Kolumbien) und erhielt kurz darauf eine Freigabe auf FL 250 (ca. 7600 Meter) zu steigen. Um 20:46 Uhr informierte der Fluglotse die Piloten, dass die Maschine etwa 30 Meilen von einem Gewitter entfernt sei. Gegen 20:48 Uhr meldeten die Piloten das Erreichen der freigegebenen Höhe; dies war der letzte Funkkontakt. Um ca. 21:00 Uhr ging die Boeing 737 in einen Sturzflug über und brach in einer Höhe von etwa 10.000 Fuß (ca. 3000 Meter) und bei einer Geschwindigkeit von 486 Knoten (900 km/h) auseinander. Alle 47 Insassen kamen bei diesem bislang schwersten Flugunfall in Panama ums Leben.

## Unfallursache
Die Maschine war mit hoher Geschwindigkeit in ein schwer zugängliches Regenwaldgebiet gestürzt, was die Ermittlungen schwierig machte. Durch die Wucht des Aufpralls wurde der Stimmenrekorder zerstört, allerdings stellte sich heraus, dass das Aufnahme-Band bereits 7 Tage zuvor gerissen war, d. h. eine Aufnahme des Flugs 201 war nie vorhanden. So blieb den Ermittlern nur der Flugdatenschreiber.
Nach der Auswertung wurde klar, dass der künstliche Horizont (Attitude Direction Indicator, ADI) des Kapitäns nach einer Linkskurve aufgrund eines Wackelkontakts ausgefallen war. Das defekte Gerät zeigte weiterhin eine Querneigung nach links an, obwohl die Maschine die Kurve bereits beendet hatte. Der Kapitän erkannte nicht, dass sich das Flugzeug wieder in einer neutralen Fluglage befand und steuerte mit dem Querruder weiterhin nach rechts, bis ein Querneigungswinkel von 100° erreicht wurde. Die Maschine rollte über die rechte Tragfläche, geriet in einen unkontrollierbaren Flugzustand und ging in einen Sturzflug über, in dessen Verlauf die Maschine in der Luft zerbrach.

## Ähnliche Flugunfälle
- Air-India-Flug 855
- Korean-Air-Cargo-Flug 8509